# Taylor-Kreis

Die Fußpunkte der Lote liegen auf einem gemeinsamen Kreis, dem Taylor-Kreis

Der Taylor-Kreis eines Dreiecks ist einer der besonderen Kreise der Dreiecksgeometrie.
Der Taylor-Kreis ist nach Henry Martin Taylor (1842–1927) benannt.
Um den Taylor-Kreis zu erhalten, muss man zunächst die Höhen, also die Lote von den Ecken des Dreiecks auf die gegenüber liegenden Seiten zeichnen. Anschließend werden von jedem der drei Höhenfußpunkte je zwei Lote auf die beiden Nachbarseiten gefällt. Diese sechs Lote werden auch als die Nebenhöhen des Dreiecks bezeichnet. Es kann bewiesen werden, dass die sechs Fußpunkte der Nebenhöhen auf einem Kreis liegen. Um den Mittelpunkt dieses so genannten Taylor-Kreises zu finden, braucht man nur zwei Mittelsenkrechte für je zwei der sechs erwähnten Fußpunkte zum Schnitt zu bringen.

## Radius
Der Radius des Taylor-Kreises ist
{\displaystyle R_{T}=R{\sqrt {\sin ^{2}\alpha \sin ^{2}\beta \sin ^{2}\gamma +\cos ^{2}\alpha \cos ^{2}\beta \cos ^{2}\gamma }},}
wobei R der Umkreisradius ist.

## Mittelpunkt
Der Mittelpunkt des Taylor-Kreises hat die baryzentrischen Koordinaten
{\displaystyle {\Big (}\sin \alpha [\cos \alpha -\cos(2\alpha )\cos(\beta -\gamma )]:\sin \beta [\cos \beta -\cos(2\beta )\cos(\gamma -\alpha )]:\sin \gamma [\cos \gamma -\cos(2\gamma )\cos(\alpha -\beta )]{\Big )}}
und liegt auf der Brocard-Achse. Er hat die Kimberling-Nummer {\displaystyle X(389).}